# Bavet
Bavet è un posto di confine internazionale nella provincia di Svay Rieng, in Cambogia. La località omologa oltreconfine è Moc Bai, in Vietnam.
Bavet fa parte di una delle province più povere della Cambogia. In effetti la sua vera risorsa economica è la posizione geografica sulla Strada Nazionale N.1, lungo il tragitto di terra più diretto tra Ho Chi Minh City e Phnom Penh.
Bavet è una delle "zone economiche speciali" (SEZ - Special Economic Zones) della Cambogia e vi si sono perciò insediate diverse industrie tessili e fabbriche di biciclette. L'attività economica che più salta all'occhio a Bavet resta comunque il gioco d'azzardo, praticato nei casinò frequentati in prevalenza da vietnamiti.

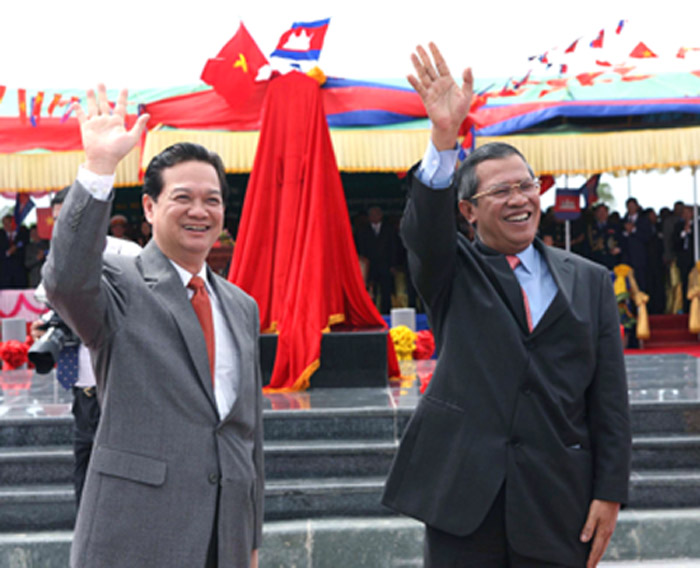
Il primo ministro vietnamita Nguyễn Tấn Dũng e quello cambogiano Hun Sen aprono una cerimonia in occasione della posa di una pietra di confine a Bavet.

In conformità alle politiche di decentralizzazione che il governo cambogiano sta attuando, il comune di Bavet è diventato una municipalità tramite un sottodecreto del dicembre 2008.